# ロンド・ファン・フラーンデレン2011
ロンド・ファン・フラーンデレン2011(Ronde van Vlaanderen 2011)は、ロンド・ファン・フラーンデレンの95回目のレース。2011年4月3日に行われた。

## 概要

### コース
- 当レース最大の難所と言われるコッペンベルグ(約181km地点)をはじめ、18の登坂箇所が設けられ、内11箇所が石畳（アスファルト区域と混在しているところも含む）となっている。
- 前年は一度北海沿いを走行してから登坂区間に突入していたが、今年は直接登坂区間に向かうコースとなった。

### レース展開
スタート直後からのアタック合戦の末、ロジャー・ハモンド（ガーミン・サーヴェロ）等5名の逃げが成立。メイン集団とのタイム差は最大8分となる。
メイン集団内はその後も断続的にアタックがかかるが、2連覇を狙うファビアン・カンチェラーラ擁するレオパルド・トレックが中心となってアタックを潰す展開となる。そんな中オウデ・クワレモント(171km地点)でシルヴァン・シャヴァネル（クイックステップ）が飛び出すことに成功。その前のクノクテベルグ(164km地点)で飛び出していたサイモン・クラーク（アスタナ）と共に逃げ集団を抜き去って飛び出す形に。遅れてエドヴァルド・ボアソン・ハーゲン（チームスカイ）とラース・ボーム（ラボバンク）も追いついてくるが、モレンベルグ(209km地点)でシャヴァネルが他の3人を置き去りにして独走態勢に入る。
一方メイン集団ではレベルグ(216km地点)手前の石畳区間でトム・ボーネン（クイックステップ）が意表をつくアタック。しかしカンチェラーラに反応された上、レベルグでカウンターを決められて置き去りにされてしまう。カンチェラーラはヴァルケンベルグ(225km地点)でシャヴァネルに追いつくが、ボーネンが後ろに控えるシャヴァネルは先頭交代を拒否。メイン集団はBMC・レーシングチームが中心となって組織的に追走を掛けるが、それでもメイン集団とのタイム差は1分まで拡がる。
しかし前年ボーネンの脚の痙攣に乗じて一気にカンチェラーラが独走に持ち込んだカペルミュール(242km地点)の手前で、今年はカンチェラーラが脚を痙攣させてしまいペースダウン、メイン集団に追いつかれてしまう。直後のボスベルグ(246km地点)ではフィリップ・ジルベール（オメガファーマ・ロット）が飛び出すが、後続を突き放しきれず。最終的にカンチェラーラ、ボーネン、ジルベール、アレッサンドロ・バッラン（BMC・レーシングチーム）等12名での勝負となった。
残り3km地点でカンチェラーラが再び仕掛けるとシャヴァネルとニック・ニュイエンス（チーム・サクソバンク - サンガード）が反応、3名が飛び出してフラムルージュ(残り1km)を通過。後方からボーネンが猛然と追い上げるも届かず、最後は3名のスプリント勝負をニュイエンスが制した。サクソバンクは昨年に続く連覇を達成、機材を供給するスペシャライズドにとっては2008年からの連勝記録を4に伸ばす形となった。
昨年に続いての出場となった別府史之（チーム・レディオシャック）は17分51秒遅れの120位で完走。日本人史上初のロンド・ファン・フラーンデレン完走者となった。

## 結果
ブリュッヘからメールベケまでの256.8km
|     | 選手名                         | 国籍           | チーム                                | 時間         |
| --- | ------------------------------ | -------------- | ------------------------------------- | ------------ |
| 1   | ニック・ニュイエンス           | ベルギー       | チーム・サクソバンク - サンガード     | 6時間1分20秒 |
| 2   | シルヴァン・シャヴァネル       | フランス       | クイックステップ                      | 同           |
| 3   | ファビアン・カンチェラーラ     | スイス         | レオパルド・トレック                  | 同           |
| 4   | トム・ボーネン                 | ベルギー       | クイックステップ                      | +02秒        |
| 5   | セバスティアン・ランヘヴェルト | オランダ       | ラボバンク                            | +05秒        |
| 6   | ジョージ・ヒンカピー           | アメリカ合衆国 | BMC・レーシングチーム                 | 同           |
| 7   | ビェルン・ルクマンス           | ベルギー       | ヴァカンソレイユ・DCM                 | 同           |
| 8   | スタッフ・スヘイルリンクス     | ベルギー       | フェランダス・ウィレムス - アクセント | 同           |
| 9   | フィリップ・ジルベール         | ベルギー       | オメガファーマ・ロット                | 同           |
| 10  | ジェライント・トーマス         | イギリス       | チームスカイ                          | 同           |
| 120 | 別府史之                       | 日本           | チーム・レディオシャック              | +17分51秒    |

## UCIワールドツアー個人総合成績
4月5日現在
| 順位 | 選手名                     | 国籍           | チーム                            | ポイント |
| ---- | -------------------------- | -------------- | --------------------------------- | -------- |
| 1    | マシュー・ゴス             | オーストラリア | チーム・HTC - ハイロード          | 203      |
| 2    | ミケーレ・スカルポーニ     | イタリア       | ランプレ・ISD                     | 202      |
| 3    | ファビアン・カンチェラーラ | スイス         | レオパルド・トレック              | 156      |
| 4    | トム・ボーネン             | ベルギー       | クイックステップ                  | 140      |
| 5    | カデル・エヴァンス         | オーストラリア | BMC・レーシングチーム             | 128      |
| 6    | トニー・マルティン         | ドイツ         | チーム・HTC - ハイロード          | 108      |
| 7    | アルベルト・コンタドール   | スペイン       | チーム・サクソバンク - サンガード | 106      |
| 8    | キャメロン・マイヤー       | オーストラリア | ガーミン・サーヴェロ              | 106      |
| 9    | ニック・ニュイエンス       | ベルギー       | チーム・サクソバンク - サンガード | 100      |
| 10   | フィリップ・ジルベール     | ベルギー       | オメガファーマ・ロット            | 96       |